# Gongqiao, Fujian
Gongqiao (kinesiska: 拱桥) är en köping i sydöstra Kina. Den ligger i Zhangping i staden Longyan i provinsen Fujian, omkring 220 kilometer sydväst om provinshuvudstaden Fuzhou. Antalet invånare är 5 511. Befolkningen består av 2 484 kvinnor och 3 027 män. Barn under 15 år utgör 11,0 %, vuxna 15-64 år 75 %, och äldre över 65 år 13,0 %.